# مجلس شيوخ كارولاينا الشمالية
مجلس شيوخ كارولاينا الشمالية (بالإنجليزية: North Carolina Senate) هو مجلس شيوخ ولاية كارولاينا الشمالية الأمريكية، وهو المجلس الأعلى في جمعية كارولاينا الشمالية العامة.

## طالع أيضًا
- جمعية كارولاينا الشمالية العامة